# ポラカントイデス
ポラカントイデス（学名 : Polacanthoides、「ポラカントゥスのような」の意）は、ヨーロッパに生息していたノドサウルス科の恐竜の無効な属。現在のイングランドにあたる地域に、約1億4000万年から1億3500万年前にかけて生息していた。1928年にフランツ・ノプシャによって命名された。タイプ標本は NHMUK 2584 である。本属はヒラエオサウルスとポラカントゥスの新参異名であり、骨格要素のキメラに基づいている。